# Tienkour
Tienkour is een gemeente (commune) in de regio Timboektoe in Mali. De gemeente telt 6500 inwoners (2009).